# لاري مور
لاري مور (بالإنجليزية: Larry Moore)‏ هو صحفي أمريكي، ولد في 26 يوليو 1945.